# Sanders Falls
Die Sanders Falls sind ein Wasserfall im Gebiet der Stadt Waimate in der Region Canterbury auf der Südinsel Neuseelands. Er liegt im Lauf eines namenlosen Bachs im Waimate Forest nordwestlich des Stadtzentrums. Seine Fallhöhe beträgt rund 7 Meter.
Vom Parkplatz am Ende der Mill Road führt ein ausgewiesener Wanderweg in rund 10 Minuten zum Wasserfall.